# 札幌警察管区
札幌警察管区（さっぽろけいさつかんく）は、国家地方警察本部の地方機関で、北海道の国家地方警察を管轄する。所在地は北海道札幌市。
旧警察法（昭和22年12月17日法律第196号）施行により発足。後に、北海道内の国家地方警察の5方面本部個々を管轄するようになった。1954年（昭和29年）の新警察法の公布により廃止されたが、新警察法における後継組織といえる管区警察局は北海道に置かれておらず、北海道警察本部が管区警察局の役割を、その下部にある方面本部が府県警察本部に相当する機能を担っている。

## 組織
1952年（昭和27年）時点
- 総務部
  - 秘書企画課
  - 会計課
- 警務部
  - 人事装備課
  - 教養課
- 刑事部
  - 捜査課
  - 鑑識課
  - 防犯統計課
- 警備部
  - 警ら交通課
  - 警備課
- 通信部
  - 通信庶務課
  - 有線通信課
  - 無線通信課
  - 方面通信出張所
- 札幌管区警察学校

## 歴代警察管区本部長
1. 中野敏夫（警視長）
2. 山田誠（警視長）
3. 山川滋（警視長）
4. 熊野徳次郎（警視長）